# Pluwig

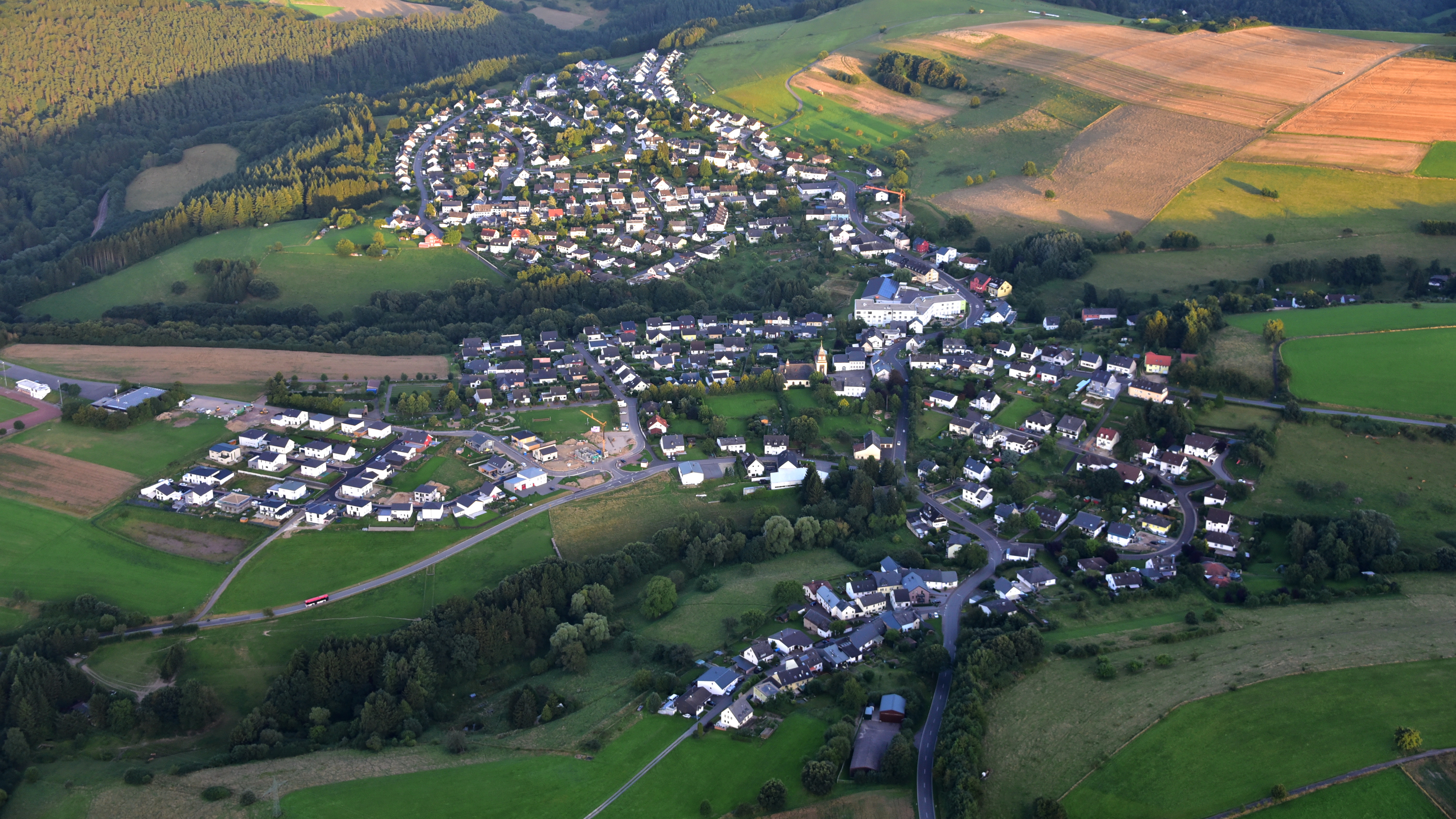
Pluwig und Willmerich/Wilzenburg, Luftaufnahme (2016)

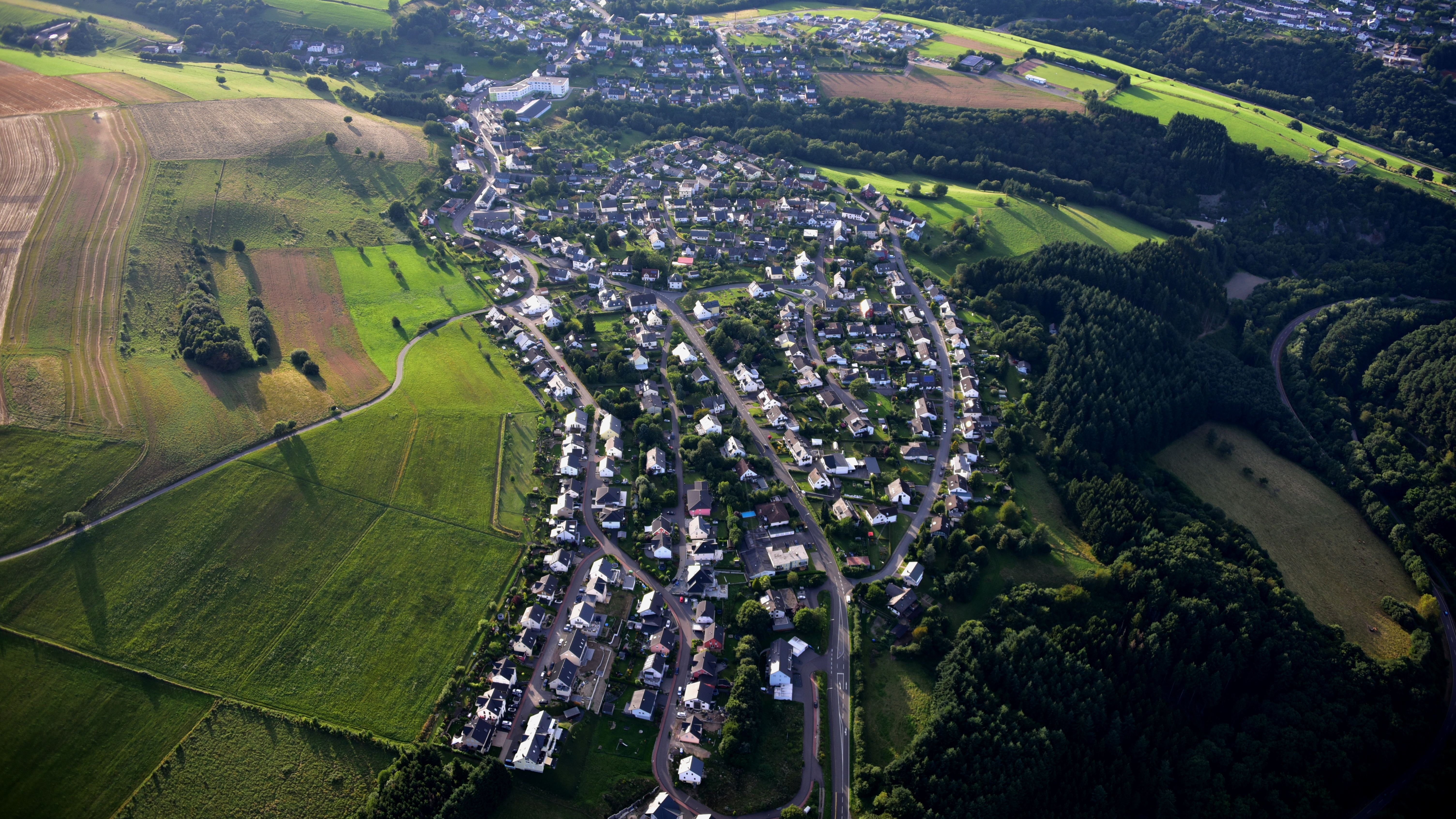
Wilzenburg/Willmerich und Pluwig im Hintergrund, Luftaufnahme (2016)

Pluwig (moselfränkisch: Pluwisch) an der Ruwer ist eine Ortsgemeinde im Landkreis Trier-Saarburg in Rheinland-Pfalz. Sie gehört der Verbandsgemeinde Ruwer an, die ihren Verwaltungssitz in Waldrach hat.

## Geographische Lage
Die Gemeinde Pluwig liegt an den Ausläufern des Osburger Hochwaldes zwischen unbewaldeten Hügeln an einer Hangterrasse entlang der Kreisstraße 63.
Ortsteile sind Pluwig, Wilzenburg, Willmerich, Geizenburg und Pluwigerhammer mit dem ehemaligen Bahnhof Pluwig.
Fließgewässer im Gemeindegebiet sind die linken Zuflüsse der Ruwer: der Gusterather Waschbach, der Wilzenburger Waschbach sowie der Geizenburger Waschbach.

## Geschichte

### Römische Besiedlung, erste urkundliche Erwähnung
Dass Pluwig zumindest eine römische Ansiedlung war, bezeugen römische Namen im Ortsbereich: So steckt im Flurnamen Auf Kastert das römische Wort castrum (Heerlager). Des Weiteren sind an mehreren Stellen in Pluwig römische Siedlungsreste gefunden worden, etwa auf dem jetzigen Friedhof und im Ortsteil Willmerich.
Dort, wo heute der Pluwiger Friedhof liegt, befand sich der urkundlich erwähnte Hof Pluvei. Der Bethstein bei Pluwig könnte eine vorkeltische Bedeutung haben, siehe Die drei Beten. Die erste urkundliche Erwähnung stammt aus dem Jahre 981, in dem Pluwig als Bubiacum benannt wird: Im Rahmen von Entschädigungen restituiert König Heinrich dem Paulinstift in Trier u. a. auch „tres picturae“ (drei Weinberge) zu Bubiacum.

### Mittelalter, frühe Neuzeit
Pluwig mit seinen heutigen Ortsteilen gehörte im Mittelalter der Familie Von der Brücken. Im Jahre 1211 überließ Friedrich von der Brücken (Fredericus de Ponte) Pluwig dem Trierer Domkapitel zunächst pfandweise, später erwarb das Domkapitel die Herrschaft Pluwig käuflich. Die Herrschaft Pluwig, auch das „Pluwiger Ländchen“ genannt, blieb bis zum Ende des 18. Jahrhunderts Eigentum des Domkapitels und war ein reichsunmittelbares Territorium, sie gehörte weder einem Reichskreis noch der Reichsritterschaft an.
In der Geschichte der Pfarreien der Diözese Trier findet man den Hinweis, dass bereits 1250 in Pluwig eine Kapelle stand und dass das ganze Pluwiger Ländge unter dem Patronats- und Zehntrecht des Trierer Dompropstes stand. Während des gesamten Mittelalters waren die Pluwiger "arme leut", wie es in einem Weisthum zu Pluwig (1542) von Jacob Grimm heißt. Die Pluwiger arbeiteten in Lehnsabhängigkeit vom Dompropst in der Landwirtschaft und mussten regelmäßig und pünktlich die Abgaben nach dem Zehntrecht abführen.

### 18. und 19. Jahrhundert
1794 besetzten französische Truppen unter ihrem General Jean-Victor Moreau das Kurfürstentum Trier. Bei ihrem Einmarsch wurde die alte Pluwiger Kirche, die auf dem Gelände des jetzigen Friedhofs stand, zerstört. 1802 wurde Charles Mannay auf Vorschlag Napoleons Bischof des Saardepartements Trier. Er löste 1804 die Pfarrei Gusterath (zu der Pluwig bis dahin gehörte) auf und bestimmte Pluwig als Pfarrsitz. 1805 besuchte er in seiner Eigenschaft als Bischof den Ort. 1805 wurde die jetzige Kirche errichtet – zunächst als einschiffiges Gotteshaus. Mit der Einrichtung der Pfarrei wird 1805 auch erstmals die Schule in Pluwig erwähnt. 1814 nahm der preußische Oberst Graf Henkel von Donnersmark das Gebiet von Trier im Namen des Königs von Preußen in Besitz.
Beginn und Mitte des 19. Jahrhunderts waren in Pluwig durch zwei Entwicklungen geprägt: Einerseits verließen viele Pluwiger ihre Heimat, weil die karge Landwirtschaft sie nicht mehr ernähren konnte. Ab 1855 erfasste die erste große Amerika-Auswanderungswelle das Pluwiger Ländchen. In den Auswanderungsregistern finden sich alteingesessene Pluwiger Familiennamen: Kimmlinger, Annen, Philippi, Josten, Treinen oder Klopp. Andererseits waren mit dem Ausbau der Straßen- und Bahnverbindungen im Pluwiger Ländchen die Voraussetzungen für eine Industrialisierung gegeben: Ein erster Industriekomplex lag am Pluwiger Hammer, unmittelbar an der Bahnstation Pluwig. Hier entstand eine Eisenschmelze mit Hammer-, Schneide- und Walzwerk. Ein zweiter Industriestandort lag in Gusterath-Tal, ebenfalls an einer Bahnstation. Hier wurde von 1889 bis 1891 eine Erzwäsche gebaut. Das Erz, das in der Waasch in Gusterath-Tal aufbereitet wurde, stammte aus einem Bergbaubetrieb in Hockweiler. Dort wurden vor allem silberhaltige Blei-, Zinn- und Kupfererze sowie Schwefelkies gefördert. 1890 baute man eine 5 Kilometer lange Luftseilbahn von der Hockweiler Grube quer über den Bergrücken Richtung Gusterath bis zur Erzwäsche an die Ruwer in Gusterath-Tal. Die Industrieansiedlungen waren allerdings hinsichtlich ihrer Rentabilität ziemlich anfällig: Schon 1893 wurden sowohl im Hockweiler Bergwerk als auch in der Gusterather Erzwäsche nahezu alle Arbeiter entlassen und die Produktion eingestellt. Auch das Pluwiger Eisenhammerwerk wurde im letzten Drittel des 19. Jahrhunderts stillgelegt.

### 20. Jahrhundert
1921 wurde in Gusterath die Schuhfabrik Romika eröffnet.
In der Weimarer Republik wählen die Pluwiger fast ausschließlich die katholische Zentrumspartei; Sozialdemokraten, Kommunisten und Nationalsozialisten wurden dagegen kaum gewählt. Nach 1933 bestimmten Ortsgruppenleiter und Ortsbauernführer in Verbindung mit den verschiedenen Parteiorganisationen der NSDAP (HJ, BDM, RAD) die Geschicke der Gemeinde. Im Zweiten Weltkrieg blieb der Ort selbst vor schweren Zerstörungen verschont. Mit dem Einmarsch der Amerikaner im Februar/März 1945 endete für Pluwig der Krieg. Die Bahnverbindung zwischen Trier und Hermeskeil wurde 1949 wieder in Betrieb genommen, mit ihr die Bahnstation Pluwiger Hammer.
Während sich die Pluwiger nach dem Krieg vor allem von der Landwirtschaft ernährten, wurden viele bereits ab den 1950er Jahren zu Nebenerwerbslandwirten und bestritten ihr Einkommen überwiegend aus ihrer Tätigkeit bei Romika. 1969 wurden die Neubaugebiete Auf Grawert, Im Hargarten und Im Kellert erschlossen. 1999 folgte das Neubaugebiet Auf Steinisch. Im Laufe der Zeit änderte sich die Bevölkerungs- und Dorfstruktur: Facharbeiter und Ingenieure, Beamte, Lehrer und Professoren, Angestellte und Selbstständige zogen nach Pluwig und arbeiten vielfach in Trier.

### Bevölkerungsentwicklung
Die Entwicklung der Einwohnerzahl von Pluwig, die Werte von 1871 bis 1987 beruhen auf Volkszählungen:
| Jahr | Einwohner |
| 1815 | 250       |
| 1835 | 370       |
| 1871 | 409       |
| 1905 | 441       |
| 1939 | 603       |
| 1950 | 657       |

| Jahr | Einwohner |
| 1961 | 693       |
| 1970 | 779       |
| 1987 | 1.115     |
| 1997 | 1.192     |
| 2005 | 1.265     |
| 2023 | 1.675     |

## Politik

### Gemeinderat
Der Ortsgemeinderat in Pluwig besteht aus 16 Ratsmitgliedern, die bei der Kommunalwahl am 9. Juni 2024 in einer personalisierten Verhältniswahl gewählt wurden, und der ehrenamtlichen Ortsbürgermeisterin als Vorsitzender.
Die Sitzverteilung im Ortsgemeinderat:
| Wahl | SPD | CDU | FWG * | WGR * | Gesamt   |
| ---- | --- | --- | ----- | ----- | -------- |
| 2024 | –   | –   | 7     | 9     | 16 Sitze |
| 2019 | –   | –   | 7     | 9     | 16 Sitze |
| 2014 | –   | –   | 7     | 9     | 16 Sitze |
| 2009 | –   | 11  | 5     | –     | 16 Sitze |
| 2004 | 1   | 10  | 5     | –     | 16 Sitze |

### Ortsbürgermeister
Annelie Scherf wurde 2014 Ortsbürgermeisterin von Pluwig. Bei der Direktwahl am 26. Mai 2019 wurde sie mit einem Stimmenanteil von 70,25 % und am 9. Juni 2024 als einzige Bewerberin mit 80,9 % jeweils für weitere fünf Jahre in ihrem Amt bestätigt.
Scherfs Vorgänger Wolfgang Annen (CDU) hatte das Amt von 1999 bis 2014 inne und wurde nachfolgend hauptamtlicher Bürgermeister der Gemeinde Ostbevern in Nordrhein-Westfalen.

### Wappen
| Wappen von Pluwig | Blasonierung: „Im geteilten und oben gespaltenen Schild, vorn in Rot ein silbernes Vortragekreuz, hinten in Silber ein schwarzer Hammer mit Schlegel, unten in Silber ein schwarzer, rot bewehrter Adlerkopf.“ |
| Wappen von Pluwig | Wappenbegründung: Ortspatron von Pluwig ist seit alters her der hl. Johannes der Täufer. Er führt als Symbol ein Kreuz, hier als Hinweis auf ihn als Vortragekreuz aufgenommen. Die ehemalige Wirtschaftsstruktur rund um den Abbau von Erz ist durch die Aufnahme von Hammer und Schlägel gekennzeichnet. Bis um die Wende zum 20. Jahrhundert wurde im Raum Pluwig Erz gegraben. Bis heute hat sich die weithin bekannte Bezeichnung „Pluwiger Hammer“ für einen Teil der Gemarkung erhalten, wo das Erz zerkleinert wurde. Pluwig galt als Reichsherrschaft. Der Adler galt seit Kaiser Konrad II. als Symbol der Reichsgewalt. Diese geschichtliche Besonderheit von Pluwig ist im unteren Schild symbolisiert. |

## Kultur

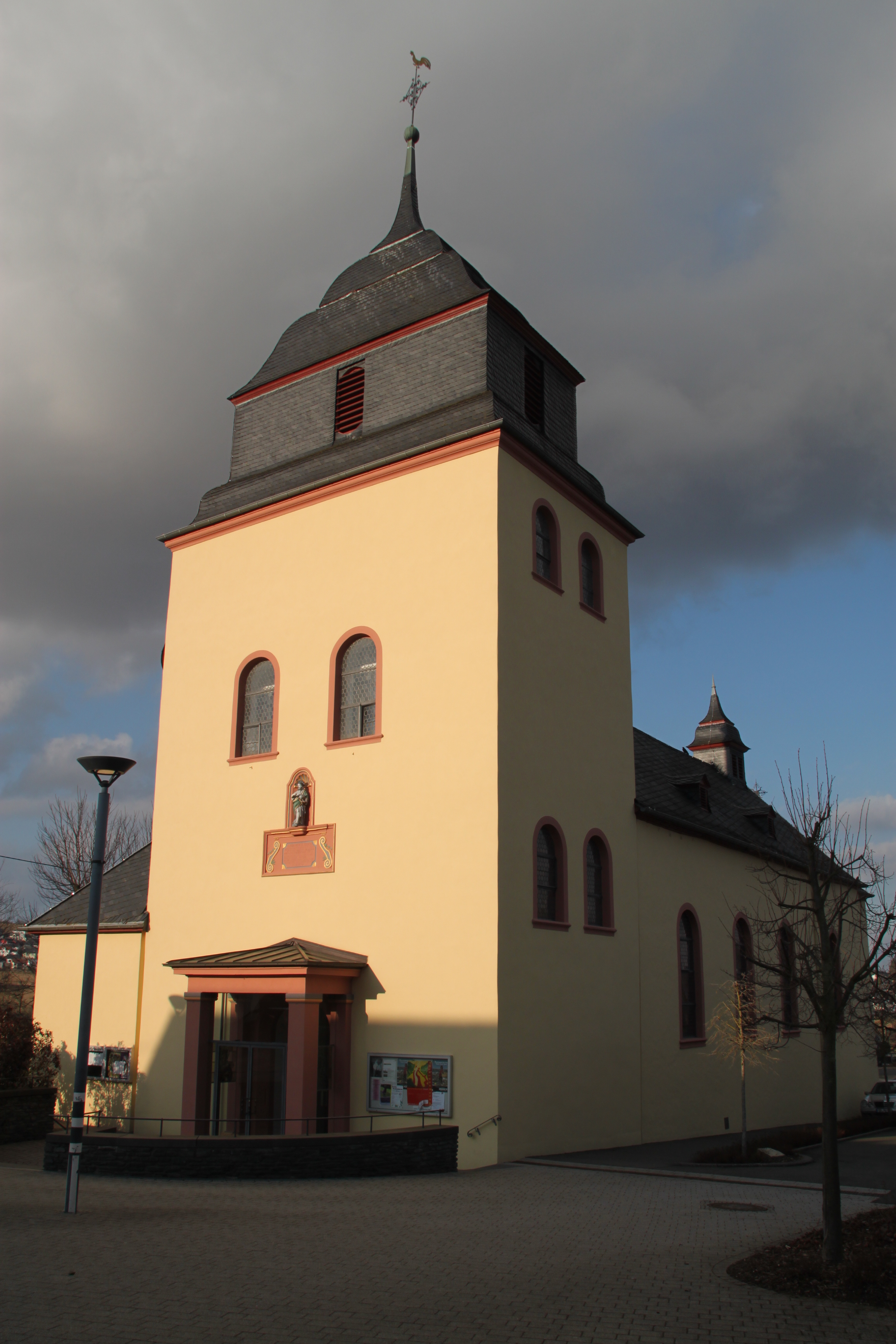
Pluwig, St. Johannes der Täufer

Pluwig ist bekannt für die Veranstaltungen des Pluwiger Sommers und die Karl-May-Festspiele im ehemaligen Steinbruchgelände.

## Wirtschaft und Verkehr
Pluwig liegt an den Landesstraßen 139, 143 und 146.
Auf der Trasse der ehemaligen Hochwaldbahn verläuft heute der Ruwer-Hochwald-Radweg.
Zahlreiche kleinere und mittelständische Unternehmen sind im Ort ansässig.
Seit August 2013 befindet sich ein Seniorenzentrum in Pluwig.
Pluwig verfügt über ein Bürgerhaus, eine Sportanlage sowie eine Kindertagesstätte und liegt am Romika-Weg.

## Persönlichkeiten
2017 wurde Eugenie Müller, der Vorsitzenden des Landesverbands Rheinland-Pfalz der Unternehmerfrauen im Handwerk (UFH), das Bundesverdienstkreuz verliehen.